# Só Danço Samba
"Só Danço Samba" é uma canção de bossa nova composta em 1962 por Antônio Carlos Jobim, com letras por Vinicius de Moraes. Letras em inglês foram mais tarde escrita por Norman Gimbel. Algumas vezes, é chamada de "Jazz Samba" e "I Only Dance Samba", que é  uma tradução em inglês do título original em português.
Em Bossa Nova: The Story of the Brazilian Music That Seduced the World, o autor Ruy Castro sugere que está música era parte de um movimento fracasso para inventar uma dança na bossa nova. "Tom Jobim, que nunca dançou na sua vida, apenas tinha terminado de escrever 'Só danço samba' com Vinicius, mais era sem muita convicção. Tanto assim, que, depois de ouvir 'Só danço samba' pela primeira vez, João Gilberto perguntou para ele, 'O que é isso Tomzinho? Um boogie-woogie?'"
A música foi primeira vez tocada por João Gilberto e Os Cariocas em augusto de 1962 no restaurante de Au Bon Gourmet em Copacabana, Rio de Janeiro, em que historiado musical Ruy Castro chama "o show de bossa nova para termina os shows de bossa nova", e incluir Tom Jobim, João Gilberto, Vinícius de Moraes e Os Cariocas no estagio juntos pela única vez.
Alguns meses depois, João Gilberto and Os Cariocas tocou a música de novo no filme italiano, Copacabana Palace (1962), em que eles são mostrado brevemente cantando juntos.
Elza Laranjeira lançou a primeira versão do "Só danço samba" em outubro de 1962.